# 歐利·馬斯 (專輯)
歐利·馬斯（Olly Murs）是英國歌手歐利·馬斯的一張同名專輯，也是他的第一張專輯。這張專輯於2010年11月26日在英國首發。專輯的首個單曲Please Don't Let Me Go在2010年8月27日發行，並獲得英國單曲排行榜首位。專輯在發行第一週後獲得英國專輯排行榜第二位。